# Tahitianos de Nueva Caledonia
Los tahitianos forman una pequeña comunidad dentro de la población de los franceses sui generis colectividad de Nueva Caledonia . Con 5608 personas en 2014, los tahitianos representan 2,09 % de la población total del archipiélago (4,985 personas y el 2,03 % de la población total en 2009). El término "Tahitiens" se utiliza para designar a estos miembros, incluso si son originarios de toda la Polinesia Francesa y, por lo tanto, potencialmente de islas distintas de Tahití.

## Evolución de la población
Los flujos migratorios entre la Polinesia Francesa y Nueva Caledonia se desarrollaron en paralelo con los de Wallis y Futuna a partir de la década de 1950, en una escala menor (debido a las perspectivas de empleo mucho más diversas en Tahití que en Wallis y Futuna, a lo que se puede agregar una fuerte suficiente apego a Fenua, la tierra de origen, de los polinesios franceses, mientras que la inmigración con fines de regulación demográfica, o Tâvaka, es una tradición ancestral para los wallisianos o futunianos). Su intensidad varía según los contextos económicos de los dos archipiélagos:
- En la década de 1950, especialmente entre 1955 y 1963, una inmigración polinesia bastante fuerte a Nueva Caledonia estuvo vinculada a los altos precios del níquel y al mantenimiento de inversiones extranjeras vinculadas a la presencia del ejército estadounidense durante la Segunda Guerra Mundial, lo que llevó a importantes obras de infraestructura ( Presa de Yaté, ampliación de la red de carreteras ). 67,4 % de los miembros de la comunidad enumerados en 1969 llegaron entre 1950 y 1963 (esta proporción se redujo a 40 % para los tahitianos de Caledonia en 1971 ). En 1963, la comunidad ya contaba con 2 542 personas, o casi tanto como la otra contribución demográfica de origen polinesio, la de wallis y futunianos, y alrededor de 3 % de la población total.
- En la década de 1960, entre 1963 y 1967, la situación económica en Nueva Caledonia fue significativamente peor con una caída en los precios del níquel, mientras que el desarrollo del turismo o la construcción a partir de 1964 y la apertura en 1966 del Centro de Experimentación del Pacífico (CEP) ha creado muchos trabajos en Polinesia Francesa. Como resultado, los movimientos migratorios polinesios hacia Nueva Caledonia están disminuyendo, o incluso revirtiendo, a muchos tahitianos que llegaron antes de 1963 y luego regresaron al fenua o se trasladaron hacia otros territorios (las Nuevas Hébridas, por ejemplo). De todos los tahitianos de Caledonia en 1969, solo 14,4 % declaró haber llegado durante estos cuatro años (apenas 9 % de 1971 ). Y durante este censo, la comunidad totalizó 3 346 personas, 3.3 % de la población total (frente a 6 200 Wallisiens-Futuniens ) y un aumento general en 6 años de 31,6 % (o un crecimiento anual medio de 4,7 %).
- Entre 1968 y 1973, la economía de Nueva Caledonia se reactivó gracias a las actividades mineras y experimentó un período de fuerte crecimiento económico conocido como «Boom del níquel», A lo que se suman los efectos de los Juegos del Pacífico de 1967, mientras que, por el contrario, el mercado laboral se contrae en la Polinesia Francesa . Ya en 1969, 9.1 El% de la comunidad había estado presente en Nueva Caledonia por menos de un año, y en 1971 era 51 % de tahitianos locales que llegaron en 1968, 1969 y 1971 . El saldo del tráfico de pasajeros entre Numea y Papeete se situó en + 965 de marzo adécembre de 1969 y + 810 en 1970 . Jean Fages, de ORSTOM, estima que la población polinesia francesa de Nueva Caledonia es de alrededor de 5 400 personas enmars de 1971 , es decir, un aumento en 2 años de 61,4 % (crecimiento medio anual de 27 %). En el censo de 1976 6 391 (la cuarta comunidad en el Territorio, detrás de los Kanaks, los Caldoches y los Wallisiens-Futuniens, con 4,8 % de la población total), es decir, una población que casi se ha duplicado desde 1969 (+ 91 %, crecimiento medio anual de 9,7 %), pero que ya ha visto su crecimiento desacelerarse después de la primera crisis del petróleo que puso fin de forma duradera a la mejora de la economía en Nueva Caledonia (+ 18,4 % solo desde 1971, es decir, un crecimiento anual medio de 3,4 %).
- Un declive hasta la década de 1990, debido a una situación económica más sombría en Nueva Caledonia (a diferencia de la Polinesia Francesa, que despegó en la década de 1980 y experimentó una cierta " auge » dans les années 1990 grâce au tourisme et à perliculture ), à quoi s'ajoutent de fortes tensions politiques liées à la montée des revendications identitaires et indépendantistes Kanak (la violence entre partisans et opposants à l'indépendance entre 1984 et 1988, période dite desde " Eventos ») Lo que empuja a muchos tahitianos de Caledonia a regresar a su archipiélago de origen. La población de la comunidad disminuye entre 1979 y 1996 : se elevó a 5 570 individuos en 1983 (3.8 % de la población total, - 12,9 % en 7 años, - 1,9 % en promedio por año) luego a 4 750 personas en 1989 (2.9 % de los habitantes de Nueva Caledonia, superados en número por los indonesios originales, - 14,7 % en 6 años, - 2,6 % de crecimiento medio anual).
- Desde la década de 1990, la población se ha estabilizado en alrededor de 5 000 personas, gracias a un menor número de salidas que en la década de 1980 (o incluso al regreso de cierta inmigración, aunque más importante que pudo haber sido en el pasado, a partir de la segunda mitad de la década de 2000, que están marcados con un nuevo " auge »La industria industrial y minera en Nueva Caledonia frente a una economía polinesia afectada por la crisis en sus dos sectores clave de actividad, el turismo y las perlas, y por una fuerte inestabilidad política) y por un incremento natural que ancla aún más a la comunidad dentro del ámbito local. población, con muchos cruces . En 1996, 5 171 habitantes de Nueva Caledonia se describieron a sí mismos como " Tahitianos "(2,6 % del total, + 8,9 % respecto a 1989 y, por tanto, un crecimiento medio anual durante estos 7 años de 1,4 %), 4 985 en 2009 (2 % del total, - 3,6 % en 13 años, - 0,3 % de media anual, al que se le puede añadir una parte difícil de determinar del 8,3 % de residentes que se definieron como pertenecientes a " varias comunidades ", o mestizos, y 5 % que prefirió el término más general " Caledonios ») Luego 5 608 en 2014 (2,1 % del total, + 12,5 % en comparación con 2009 y, por lo tanto, el retorno a un crecimiento anual bastante fuerte con una media de + 2,5 %, al que siempre hay que sumar una parte indefinible del 8,6 % perteneciente a " varias comunidades »Y 8,7 % que se definen a sí mismos como "Otros" y especialmente como " Caledonios ").

En el censo de 2009, la distribución de la población tahitiana de Nueva Caledonia según su año de instalación fue la siguiente:
- Una mayoría (53,8 %, de los cuales 61,2 % tenía menos de 30 años) era nativo de Nueva Caledonia (siga 44.6 % nacidos en Polinesia Francesa, 0.8 % en otro territorio francés y tanto en el extranjero). Esta proporción se incrementó a 85,3 % para los menores de 20, a 72,4 % para jóvenes de 20 a 29 años, a 73,9 % para personas de 30 a 39 años, en 43,2 % para personas de 40 a 49 años, 12 % para personas de 50 a 59 años y solo 9,6 % de mayores de 60 años.
- casi una cuarta parte (24,3 %, y la mayoría, 52,6 % de hablantes no nativos, 45,7 % de ellos tenían más de 60 años en 2009, y 44,8 % entre 40 y 59) había llegado en 1990 o antes (y ciertamente una gran parte de ellos antes de 1973 ). Esta proporción fue de más de dos tercios (67,4 %) entre los mayores de 60 años, a casi 3/5 (58,9 %) para personas de 50 años, y poco menos de un tercio (31,6 %) para personas de 40 a 49 años.
- 1,5 % (y 3,2 % de hablantes no nativos) entre 1991 y 1995 ,
- 2.2 % (y 4,9 % de hablantes no nativos) entre 1996 y 2003 ,
- 5.1 % (y 11 % de no nativos) entre 2004 y 2009, lo que marca la reanudación de una pequeña inmigración,
- 13,1 % (y 28,4 % de no nativos) no se declararon.

## Datos demográficos

### La población oceánica más joven
La comunidad tahitiana tiene una estructura por edades mucho menos joven y mayor que la de las otras dos principales poblaciones de Oceanía (los canacos y los wallisianos-futunianos), más parecidas a las de los europeos o la Francia metropolitana. Así, en el censo de 2014, la proporción de menores de 20 años era inferior a la media territorial (31,99 %) con 24,22 % (cerca de 25,5 % de europeos en este grupo de edad, y significativamente menos de 34,98 % de canacos y el 34,02 % de walisianos-futunianos, eran 26,3 % en este grupo de edad en 2009 ). De manera más general, los menores de 30 años constituyen aproximadamente 2/5 de la comunidad (40,05 % en 2014 y 40,7 % en 2009, es decir, más que para los europeos con 35,36 % en 2014 y 36,8 % en 2009, pero muy por debajo del 56,6 % en 2009 luego 52,55 % en 2014 de los canacos y 53,8 % en 2009 luego 50,2 % de wallisianos-futunianos menores de 30 años). Por el contrario, los mayores de 60 años alcanzan 16,83 % (16,5 % en 2009, 5.3 puntos más en 2009 luego 4.35 puntos más en 2014 que para toda la población de Nueva Caledonia, y comparable a 16.3 % en 2009 luego 17.67 % de europeos en 2014, mientras que esta proporción es de solo 8,1 % en 2009 luego 9.5 % en 2014 entre canacos y 8.5 % en 2009 luego 10.08 % en 2014 entre wallisianos-futunianos).
| Hombres | Edad     | Mujeres |
| ------- | -------- | ------- |
| 0,07    | 90 y más | 0,07    |
| 1,44    | 80-89    | 1,48    |
| 6,61    | 70-79    | 6,02    |
| 9,75    | 60-69    | 8,24    |
| 10,73   | 50-59    | 11,48   |
| 17,23   | 40-49    | 18,00   |
| 13,58   | 30-39    | 15,18   |
| 15,89   | 20-29    | 15,78   |
| 13,40   | 10-19    | 13,17   |
| 11,30   | 0-9      | 10,57   |

### Una población urbana
Los tahitianos están presentes principalmente en la provincia del sur. Así, en 2014, eran solo 365 en el Norte (es decir, solo 0,72 % de la población de esta provincia, y 6,51 % del total de la comunidad, en 2009 eran 247 o respectivamente 0,55 % y 4,95 %) y 16 en las Islas de la Lealtad (0,09 % de los habitantes de la provincia, y 0,29 % de la comunidad, eran 14 individuos para respectivamente 0.08 % y 0,28 % en 2009). Con 5 227 individuos en el Sur, representan 2.61 % de la población de esta provincia (4 724 personas y 2,58 % de sureños en 2009).
Más concretamente, es en el Gran Numea donde se encuentra la gran mayoría de tahitianos, estando bastante presente en los tres municipios suburbanos ( Mont-Dore, Dumbéa y Païta ). En 2014, 5 029 residían en la aglomeración de la capital (2,8 % de la población del Gran Numea y 89,68 % del total de la comunidad, en comparación con 4 533 personas, 2,77 % y 90,93 % en 2009 ). Entre ellos :
- 40,74 % vivía en Numea, 2 049, 2.049 personas y 2,05 % de residentes del municipio (respectivamente 44,45 %, 2 015 habitantes y 2,06 % en 2009),
- 29,57 % en Mont-Dore, es decir, 1 487 personas y 5,48 % de habitantes del municipio (29,96 %, 1 358 y 5,29 % en 2009),
- 19,67 % en Dumbéa, 989, 989 residentes y 3,11 % de dumbeans (16,52 %, 749 y 3,11 % en 2009 ),
- 10.02 % en Païta, 504, 504 personas y 2,44 % de la población del municipio (9.07 %, 411 y 2,51 % en 2009).

Fuera de la Gran Numea, los tahitianos se encuentran principalmente en el polo urbano en desarrollo de VKP (costa norte y oeste, 166 individuos y 1,27 % de la población de la conurbación en 2014, incluidos 92 en Koné, es decir, una ganancia de 32 personas en cinco años en la capital de la provincia del Norte, 42 o 23 más en comparación con 2009 en Voh y 32 por 14 más en Pouembout, había 97 personas en esta conurbación y 1 % de los habitantes de VKP en 2009), los pueblos mineros de Thio (costa sur y este, 52 residentes y 1,98 % de los miembros de esta comunidad en 2009, 55 personas y 2,08 % en 2014 ), Houaïlou (costa norte y este, 49 residentes y 1,24 % de la población en 2009, pero más de 37 personas y 0,87 % en 2014) y Népoui en Poya (costa norte y oeste, 32 personas y 1,21 % de la población municipal en 2009, 52 habitantes y 1,71 % en 2014), así como en algunas comunas rurales, en particular Koumac (costa sur y oeste, 25 individuos y 0,7 % de habitantes del municipio en 2009, 50 habitantes y 1,18 % en 2014), Bouloupari (costa sur y oeste, 52 personas o 2,15 % de la población de este municipio en 2009, 47 habitantes para 1,56 % en 2014) o Bourail (39 individuos para 0,78 % de Bouraillais en 2009, 42 habitantes o 0,77 % en 2014).

## Cultura
Como para muchas otras comunidades de Nueva Caledonia, en la década de 1970 se creó una asociación para la promoción de la cultura y la organización de aminaciones, celebraciones o festivales específicos de este grupo y que cuenta con un centro cultural. : se trata de Tahiti Nui, que gestiona el Tahitian Foyer instalado desde 1978 junto al Wallisian cerca del aeropuerto Magenta de Numea. Organiza principalmente espectáculos y galas de danza y música de Tahití, pero también demostraciones de otras artes tradicionales, como el tejido pareo.
Aunque la comunidad de Tahití es demográficamente bastante pequeña, varios elementos de su cultura de origen son muy populares entre otras comunidades y, por lo tanto, son objeto de un uso bastante generalizado:
- En el idioma, Estos pueden ser términos usados internacionalmente como tabú, adoptados por los canacos para designar en general cualquier objeto o sitio que tenga un valor sagrado y simbólico, pareo o tarifa. También hay palabras claramente tahitianas que se usan en el lenguaje cotidiano, como rae rae para travestis de origen polinesio y, más en general, para homosexuales, nana para decir adiós (compitiendo con el tata anglosajón), fiu para significar fatiga, mahi mahi para designar al delfín. (un pez muy popular en Nueva Caledonia ). Los nombres tahitianos también son bastante comunes.
- En la cocina, especialmente con ensalada tahitiana (pescado en salsa de limón y leche de coco), poé (postre elaborado con frutas tropicales como plátanos o calabaza mezclados con fécula de maíz) o el fafaru .
- En música y danza, incluyendo, además del tamure muy presente en eventos folclóricos y turísticos donde compite con bailes tradicionales canacos (el pilou o el tchap), géneros particulares resultantes de mezclas con la cultura occidental y bastante populares en las veladas de baile ( aunque menos entre las poblaciones más jóvenes) : el vals de Tahití (dos tiempos) es uno de los principales ejemplos. Los grupos o tropas tahitianos (o más generalmente polinesios) son populares en Nueva Caledonia y viajan allí con regularidad. : Compañía Fenua, Les Grands Ballets de Tahiti, Jean Gabilou, entre otros.

## Política
La comunidad tahitiana de Nueva Caledonia sigue siendo mayoritariamente, al igual que los wallisianos y los futunianos, en contra de la independencia. En la década de 1980, Rolland Manéa encarnó a los tahitianos en Rassemblement pour la Calédonie dans la République (RPCR) de Jacques Lafleur, antes de convertirse en parte de la principal disidencia resultante de esta última en la década de 1990, el movimiento Une Nouvelle-Calédonie pour tous (UNCT) por Didier Leroux, luego para hacer campaña en el partido de la Alianza, en el futuro juntos y finalmente en Caledonia juntos . Los sucesivos presidentes de 2005 del Rassemblement-UMP (nuevo nombre de la RPCR de 2004 a 2014, entonces simplemente Le Rassemblement ) tienen orígenes tahitianos. : Pierre Frogier, también senador desde 2011, diputado de 1996 a 2011 y presidente de la Asamblea de la Provincia Sur de 2009 a 2012, tiene orígenes tahitianos a través de su padre (era un mestizo franco-polinesio de Papeete ) ; Thierry Santa, secretario general de este mismo partido de 2013 a 2016 luego su presidente desde 2018, expresidente del Congreso de 2015 a 2018, nació y se crio en Tahití, con antepasados franceses, alemanes, ingleses y polinesios.
En el lado separatista, Yvon Faua fue el secretario general de 2003 a 2013 y luego el 1 Vicepresidente desde 2013 del Rally Democrático de Oceanía (RDO, partido étnico polinesio y uno de los componentes del Frente de Liberación Nacional Kanaco y Socialista, conocido como FLNKS), y fue miembro efímero del gobierno de Nueva Caledonia enmars de 2011 .

## Personalidades de origen tahitiano en Nueva Caledonia

### Figuras políticas
- Yvon Faua : secretario general de la RDO (independentista) de 2003 a 2013 luego 1.er vicepresidente de este movimiento, miembro del FLNKS, exmiembro del gobierno de Nueva Caledonia enmars de 2011 .
- Pierre Frogier : Presidente de la Coalición-UMP continuación Coalición ( anti-independencia ) a partir de 2005 a 2018, senador de Nueva Caledonia desde 2011, adjunto de la 2 distrito electoral de Nueva Caledonia de 1996 a 2011, presidente de la Asamblea de la Provincia Sur de 2009 a 2012, expresidente del Gobierno de Nueva Caledonia de 2001 a 2004, del Congreso de 1995 a 1997 y de 2007 a 2009 y de la Consejo de la Región Sur de 1986 a 1988, así como el exalcalde de Mont-Dore de 1987 a 2001.
- Nina Julie : Consejero provincial del Sur para Caledonia juntos y luego Generations NC desde 2014, elegido por el Congreso de Nueva Caledonia de 2014 a 2019.
- Rolland Manea : miembro de Caledonia junto ( anti-independencia ), ex RPCR elegido en el Congreso y Consejo de la Región Sur de 1985 a 1988 y conjunto Avenir y luego Calédonie juntos en la Asamblea de la Provincia Sur de 2005 a 2009.
- Teiva Manutahi : político autonomista en la Polinesia Francesa (donde volvió a vivir de niño con su familia), presidente del partido Porinetia Ora.
- Thierry santa : secretario general de 2013 a 2016 luego presidente desde 2018 de la Asamblea, presidente del Gobierno de Nueva Caledonia desde 2019, presidente del Congreso de 2015 a 2018, concejal de Païta desde 2014, ex secretario general del ayuntamiento de Mont -Dore de 2001 a 2002 y de 2004 a 2013 ..

### Deportistas
- Robert Teriitehau : windsurfista, tres veces campeón del mundo indoor y vicecampeón mundial de funboard (todas las disciplinas) en 1995.

### Otras personalidades
- Tokahi Mathieu : Miss Nueva Caledonia 2011.
- Vahinerii Requillart : Miss Nueva Caledonia en 2007, 1 subcampeona de Miss Francia 2008 (Valérie Bègue).
- Pascale taurua : Miss Nueva Caledonia 1977, Miss Francia 1978.